# UCI Women’s World Tour 2023
UCI Women’s World Tour 2023 – 8. edycja cyklu wyścigów kolarskich UCI Women’s World Tour.
W kalendarzu 8. edycji cyklu UCI Women’s World Tour znalazło się początkowo 30 wyścigów (16 jednodniowych i 14 wieloetapowych) rozgrywanych między 15 stycznia a 17 października 2023. Ostatecznie wyścigi The Women’s Tour oraz Open de Suède Vårgårda zostały jednak odwołane.

## Kalendarz
Opracowano na podstawie:
| UCI Women’s World Tour 2023 | UCI Women’s World Tour 2023  | UCI Women’s World Tour 2023              | UCI Women’s World Tour 2023 | UCI Women’s World Tour 2023             | UCI Women’s World Tour 2023                 | UCI Women’s World Tour 2023                             | UCI Women’s World Tour 2023 |
| Data                        | Państwo                      | Wyścig                                   | Kat.                        | Zwyciężczyni                            | Drugie miejsce                              | Trzecie miejsce                                         |                             |
| --------------------------- | ---------------------------- | ---------------------------------------- | --------------------------- | --------------------------------------- | ------------------------------------------- | ------------------------------------------------------- | --------------------------- |
| 15 – 17 stycznia 2023       | Australia                    | Women's Tour Down Under                  | 2.WWT                       | Grace Brown (FDJ-Suez)                  | Amanda Spratt (Trek-Segafredo)              | Georgia Williams (EF Education-TIBCO-SVB)               |                             |
| 28 sty                      | Australia                    | Cadel Evans Great Ocean Road Race Women  | 1.WWT                       | Loes Adegeest (FDJ-Suez)                | Amanda Spratt (Trek-Segafredo)              | Nina Buysman (Human Powered Health)                     |                             |
| 9 – 12 lutego 2023          | Zjednoczone Emiraty Arabskie | UAE Tour Women                           | 2.WWT                       | Elisa Longo Borghini (Trek-Segafredo)   | Gaia Realini (Trek-Segafredo)               | Silvia Persico (UAE Team ADQ)                           |                             |
| 25 lut                      | Belgia                       | Omloop Het Nieuwsblad – women's race     | 1.WWT                       | Lotte Kopecky (SD Worx)                 | Lorena Wiebes (SD Worx)                     | Marta Bastianelli (UAE Team ADQ)                        |                             |
| 4 mar                       | Włochy                       | Strade Bianche Donne                     | 1.WWT                       | Demi Vollering (SD Worx)                | Lotte Kopecky (SD Worx)                     | Cecilie Uttrup Ludwig (FDJ-Suez)                        |                             |
| 11 mar                      | Holandia                     | Ronde van Drenthe                        | 1.WWT                       | Lorena Wiebes (SD Worx)                 | Susanne Andersen (Uno-X Pro Cycling Team)   | Maike van der Duin (Canyon-SRAM Racing)                 |                             |
| 19 mar                      | Włochy                       | Trofeo Alfredo Binda-Comune di Cittiglio | 1.WWT                       | Shirin van Anrooij (Trek-Segafredo)     | Elisa Balsamo (Trek-Segafredo)              | Vittoria Guazzini (FDJ-Suez)                            |                             |
| 23 mar                      | Belgia                       | Classic Brugge-De Panne                  | 1.WWT                       | Pfeiffer Georgi (Team DSM)              | Elisa Balsamo (Trek-Segafredo)              | Lorena Wiebes (SD Worx)                                 |                             |
| 26 mar                      | Belgia                       | Gandawa-Wevelgem                         | 1.WWT                       | Marlen Reusser (SD Worx)                | Megan Jastrab (Team DSM)                    | Maike van der Duin (Canyon-SRAM Racing)                 |                             |
| 2 kwi                       | Belgia                       | Ronde van Vlaanderen voor Vrouwen        | 1.WWT                       | Lotte Kopecky (SD Worx)                 | Demi Vollering (SD Worx)                    | Elisa Longo Borghini (Trek-Segafredo)                   |                             |
| 8 kwi                       | Francja                      | Paryż-Roubaix Femmes                     | 1.WWT                       | Alison Jackson (EF Education-TIBCO-SVB) | Katia Ragusa (Liv Racing TeqFind)           | Marthe Truyen (Fenix-Deceuninck)                        |                             |
| 16 kwi                      | Holandia                     | Amstel Gold Race                         | 1.WWT                       | Demi Vollering (SD Worx)                | Lotte Kopecky (SD Worx)                     | Shirin van Anrooij (Trek-Segafredo)                     |                             |
| 19 kwi                      | Belgia                       | La Flèche Wallonne Féminine              | 1.WWT                       | Demi Vollering (SD Worx)                | Liane Lippert (Movistar Team)               | Gaia Realini (Trek-Segafredo)                           |                             |
| 23 kwi                      | Belgia                       | Liège-Bastogne-Liège Femmes              | 1.WWT                       | Demi Vollering (SD Worx)                | Elisa Longo Borghini (Trek-Segafredo)       | Marlen Reusser (SD Worx)                                |                             |
| 1 – 7 maja 2023             | Hiszpania                    | La Vuelta Femenina                       | 2.WWT                       | Annemiek van Vleuten (Movistar Team)    | Demi Vollering (SD Worx)                    | Gaia Realini (Trek-Segafredo)                           |                             |
| 12 – 14 maja 2023           | Hiszpania                    | Itzulia Women                            | 2.WWT                       | Marlen Reusser (SD Worx)                | Demi Vollering (SD Worx)                    | Katarzyna Niewiadoma (Canyon-SRAM Racing)               |                             |
| 18 – 21 maja 2023           | Hiszpania                    | Vuelta a Burgos Féminas                  | 2.WWT                       | Demi Vollering (SD Worx)                | Shirin van Anrooij (Trek-Segafredo)         | Ashleigh Moolman-Pasio (AG Insurance-Soudal Quick-Step) |                             |
| 26 – 28 maja 2023           | Wielka Brytania              | RideLondon Classique                     | 2.WWT                       | Charlotte Kool (Team DSM)               | Chloé Dygert (Canyon-SRAM Racing)           | Lizzie Deignan (Trek-Segafredo)                         |                             |
| 6 – 11 czerwca 2023         | Wielka Brytania              | Tour of Britain Women                    | 2.WWT                       | odwołany                                |                                             |                                                         |                             |
| 17 – 20 czerwca 2023        | Szwajcaria                   | Tour de Suisse Women                     | 2.WWT                       | Marlen Reusser (SD Worx)                | Demi Vollering (SD Worx)                    | Elisa Longo Borghini (Trek-Segafredo)                   |                             |
| 30 czerwca – 9 lipca 2023   | Włochy                       | Giro d'Italia Women                      | 2.WWT                       | Annemiek van Vleuten (Movistar Team)    | Juliette Labous (Team dsm-firmenich)        | Gaia Realini (Lidl-Trek)                                |                             |
| 23 – 30 lipca 2023          | Francja                      | Tour de France Femmes                    | 2.WWT                       | Demi Vollering (SD Worx)                | Lotte Kopecky (SD Worx)                     | Katarzyna Niewiadoma (Canyon-SRAM Racing)               |                             |
| 19 sie                      | Szwecja                      | Open de Suède Vårgårda TTT               | 1.WWT                       | odwołany                                |                                             |                                                         |                             |
| 20 sie                      | Szwecja                      | Open de Suède Vårgårda                   | 1.WWT                       | odwołany                                |                                             |                                                         |                             |
| 23 – 27 sierpnia 2023       | Norwegia                     | Tour of Scandinavia                      | 2.WWT                       | Annemiek van Vleuten (Movistar Team)    | Cecilie Uttrup Ludwig (FDJ-Suez)            | Amber Kraak (Team Jumbo-Visma)                          |                             |
| 2 wrz                       | Francja                      | Classic Lorient Agglomération            | 1.WWT                       | Mischa Bredewold (SD Worx)              | Marta Lach (Ceratizit-WNT Pro Cycling)      | Sofia Bertizzolo (UAE Team ADQ)                         |                             |
| 5 – 10 września 2023        | Holandia                     | Holland Ladies Tour                      | 2.WWT                       | Lotte Kopecky (SD Worx)                 | Lorena Wiebes (SD Worx)                     | Anna Henderson (Team Jumbo-Visma)                       |                             |
| 15 – 17 września 2023       | Szwajcaria                   | Tour de Romandie Féminin                 | 2.WWT                       | Demi Vollering (SD Worx)                | Katarzyna Niewiadoma (Canyon-SRAM Racing)   | Marlen Reusser (SD Worx)                                |                             |
| 12 – 14 października 2023   | Chiny                        | Tour of Chongming Island                 | 2.WWT                       | Chiara Consonni (UAE Team ADQ)          | Mylène de Zoete (Ceratizit-WNT Pro Cycling) | Daria Pikulik (Human Powered Health)                    |                             |
| 17 paź                      | Chiny                        | Tour of Guangxi Women                    | 1.WWT                       | Daria Pikulik (Human Powered Health)    | Chiara Consonni (UAE Team ADQ)              | Mia Griffin (Israel-Premier Tech Roland)                |                             |

## Zespoły
W sezonie 2023 w dywizji UCI Women’s WorldTeam znalazło się 15 zespołów:
| translation for headoftableIII_translate index 58 not found (15)- Canyon-SRAM Racing - EF Education-TIBCO-SVB - FDJ-Suez - Fenix-Deceuninck - Human Powered Health - Israel-Premier Tech Roland - Liv Racing TeqFind - Movistar Team - Team DSM - Team Jayco AlUla - Team Jumbo-Visma - SD Worx - Trek-Segafredo - UAE Team ADQ - Uno-X Pro Cycling Team |
| |